# 纽卡斯尔 (怀俄明州)
纽卡斯尔（英語：Newcastle），是美国怀俄明州韦斯顿县（Weston）下属的一座城市。该市的人口在2000年为3,065人，2010年有3,532，2011年则估计有3,485人。